# Deganwyi vár
A deganwyi vár (középkori latin nyelven Arx Deganhui, középwalesi nyelven Caer Ddegannwy, mai walesi nyelven Castell Degannwy) egy kora középkori erőd a walesi Deganwyben, a Conwy folyó torkolatánál. Két 110 m magas vulkáni dugóra épült.

## Története

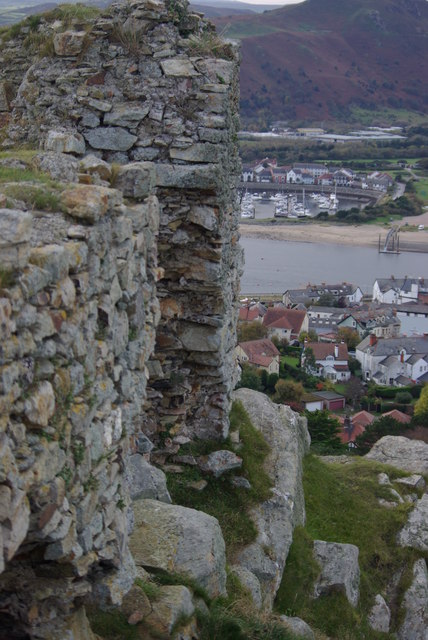
A még ma is látható falak egy darabja

A vár a kora középkorban épült, mára csupán a mesterséges földművei láthatóak. Az első erőd még fából készült. A hagyomány szerint a Gwynedd Királyság uralkodójának, Maelgwn Gwynedd (520–547) székhelye volt. A környéken több helységnév is megemlékezik róla, egy közeli dombot például  Bryn Maelgwynnek neveznek.
Deganwy környékén feltehetően a római korban telepedtek le először, ám a későbbiekben is népszerű helynek bizonyult, mivel védve volt az ír támadásoktól. A vár alatt valaha egy valószínűleg jobbágyok lakta település volt. 860 körül az erődöt villámcsapás pusztította el.
A várat III. Henrik angol király idején kőből újjáépítették, ám később elnéptelenedett. Végül 1263-ban Llywelyn ap Gruffudd walesi herceg lerombolta. Az 1280-as években a folyótorkolat túlsó oldalán felépült Conwy vára.
Amikor az 1960-as években Leslie Alcock ásatásokat végzett a vár területén, a kora középkorból származó cserépdarabokat talált, melyeket eredetileg a Földközi-tenger vidékén készítettek. A leletek bizonyítják, hogy Gwynedd uralkodóházának kiterjedt külkapcsolatai voltak.

## Fordítás
Ez a szócikk részben vagy egészben  a   Deganwy Castle című angol Wikipédia-szócikk ezen változatának fordításán alapul.  Az eredeti cikk szerkesztőit annak laptörténete sorolja fel. Ez a jelzés csupán a megfogalmazás eredetét és a szerzői jogokat jelzi, nem szolgál a cikkben szereplő információk forrásmegjelöléseként.